# 达伦堡
达伦堡是德国下萨克森州的一个市镇。总面积49.85平方公里，总人口3344人，其中男性1677人，女性1667人（2011年12月31日），人口密度67人/平方公里。